# Santo António (Lisbona)
Santo António è una freguesia del Portogallo e un quartiere della città di Lisbona. Conta 11 060 abitanti (2021) e ricopre un'area di 1,49 km². La freguesia è nata in seguito all'accorpamento delle freguesias di São Mamede, Coração de Jesus e della quasi totalità della freguesia di São José, determinato dalla riforma amministrativa del 2012.

## Monumenti e luoghi d'interesse
- Avenida da Liberdade
- Jardim das Amoreiras
- Largo do Rato
- Parque Mayer
- Praça dos Restauradores
- Praça Marquês de Pombal